# Agostinho Abád
 Agostinho Abád  é um escritor espanhol que pertenceu à companhia de Jesus. Nasceu em La Almolda. Em 1757 era qualificador da inquirição de Aragão e em 1763 reitor do seminário dos nobres da Calatayud. 